# 464 aC
L'any 464 aC va ser un any del calendari romà prejulià. Durant la República Romana es coneixia com l'Any del consolat d'Albus Regil·lensis i Medul·lí Fus, o de vegades, any 290 Ab urbe condita o de la fundació de Roma. La denominació 464 aC per a aquest any s'ha emprat des de l'edat mitjana, quan el calendari Anno Domini va ser el mètode més usat a Europa per a anomenar els anys.

## Esdeveniments

### Grècia
- Esparta pateix les conseqüències d'un fort terratrèmol. El gimnàs va quedar destruït i va matar tots els efebs. Els ilotes de Messènia, que s'havien refugiat a Itome a l'inici de la Tercera guerra messènica, es van revoltar. Al terratrèmol van morir molts espartans, i Heròdot explica que hi havia més periecs que ciutadans lliures. Els ilotes eren set vegades més nombrosos que els espartans.[2]
- Diàgores de Ialisos obté als Jocs Olímpics dues victòries al pugilat, guanya quatre premis als jocs ístmics, dos als jocs nemeus, i almenys un altre als jocs pitis. Portava el títol de περιοδονίκης ('el que guanya corones a les quatre grans festes').[3]
- Xenofont de Corint venç, també als Jocs Olímpics, a les carreres a peu (Stadion) i al pentatló.[4]

### Imperi Persa
- Artaxerxes I, hereu del seu pare Xerxes I, consolida el seu poder al vèncer al seu germà Histaspes, sàtrapa de Bactriana, que s'havia revoltat.[5]

### República Romana
- Aulus Postumi Albus Regil·lensis i Espuri Furi Medul·lí Fus són elegits cònsols a Roma. Els dos cònsols van fer la guerra als eqües. Medul·lí Fus va ser derrotat, ferit i assetjat al seu campament per les forces enemigues, i el seu germà Publi Furi Medul·lí, que era el seu legat, va morir en la guerra contra aquest poble.[6]